# 九五站
九五站（韓語：구오역）是朝鮮民主主義人民共和國慈江道满浦市九五洞的一個鐵路車站，属于运河线。

## 邻近车站
满浦线
满浦青年站 - 九五站 - 运河站